# فيتور كوتينو فلورا
فيتور كوتينو فلورا هو لاعب كرة قدم برازيلي، ولد في 21 فبراير 1990 في São Joaquim da Barra ‏ في البرازيل. لعب مع نادي داوغافا ونادي ريو برانكو ونادي غوياس ونادي ليفربول.

## وصلات خارجية
- فيتور كوتينو فلورا على موقع قاعدة بيانات كرة القدم.إي يو (الإنجليزية)
- فيتور كوتينو فلورا على موقع Soccerway.com (الإنجليزية)